# Општина Блаце
Општина Блаце је једна од општина у Топличком округу са седиштем у истоименом граду и спада међу неразвијеније општине у Србији. Према подацима са последњег пописа 2022. године у општини је живело 9.682 становника (према попису из 2011. било је 11.754 становника).

## Географски положај
На источним падинама Копаоника и југозападним обронцима Јастрепца, у Топличкој котлини простире се неразвијена, депопулациона општина Блаце. Блаце има периферан инфраструктурни положај у односу на главне магистралне коридоре, али представља раскрсницу путева према Косову и Метохији, Брусу, Крушевцу и Прокупљу, што представља повољан транзитни положај (најкраћа веза између Топличке и Крушевачке котлине, кроз Јанкову клисуру . Јанкова клисура се налази на подручју села Чучале и надалеко од места где се завршава Топлички и почиње Расински округ.

### Насеља
У општини Блаце постоји једно градско насеље:
- Блаце

и 39 сеоских:
| - Алабана - Барбатовац - Брежани - Више Село - Врбовац - Горња Драгуша - Горња Јошаница - Горње Гргуре - Горње Сварче - Доња Драгуша | - Доња Јошаница - Доња Рашица - Доње Гргуре - Доње Сварче - Дрешница - Ђуревац - Качапор - Кашевар - Криваја - Кутловац | - Лазаревац - Мала Драгуша - Међухана - Музаће - Попова - Пребреза - Претежана - Претрешња - Придворица - Рашица | - Сибница - Стубал - Суваја - Суви До - Трбуње - Чунгула - Чучале - Џепница - Шиљомана |

## Становништво
Према попису из 2011. године општина има 11.754 становника.

### Национални састав становништва општине по попису 2011. године
| Етнички састав према попису из 2011.‍ | Етнички састав према попису из 2011.‍ | Етнички састав према попису из 2011.‍ | Етнички састав према попису из 2011.‍ | Етнички састав према попису из 2011.‍ |
| ------------------------------------ | ------------------------------------ | ------------------------------------ | ------------------------------------ | ------------------------------------ |
|                                      |                                      |                                      |                                      |                                      |
| Срби                                 | Срби                                 |                                      | 11.551                               | 98,27%                               |
| Роми                                 | Роми                                 |                                      | 86                                   | 0,73%                                |
| Црногорци                            | Црногорци                            |                                      | 11                                   | 0,09%                                |
| Муслимани                            | Муслимани                            |                                      | 8                                    | 0,07%                                |
| Југословени                          | Југословени                          |                                      | 7                                    | 0,06%                                |
| Македонци                            | Македонци                            |                                      | 6                                    | 0,05%                                |
| Мађари                               | Мађари                               |                                      | 4                                    | 0,03%                                |
| Хрвати                               | Хрвати                               |                                      | 3                                    | 0,03%                                |
| Руси                                 | Руси                                 |                                      | 2                                    | 0,02%                                |
| Бугари                               | Бугари                               |                                      | 1                                    | 0,01%                                |
| Украјинци                            | Украјинци                            |                                      | 1                                    | 0,01%                                |
| остали                               | остали                               |                                      | 7                                    | 0,06%                                |
| Регионално опредељени                | Регионално опредељени                |                                      | 2                                    | 0,02%                                |
| неизјашњени                          | неизјашњени                          |                                      | 36                                   | 0,31%                                |
| непознато                            | непознато                            |                                      | 29                                   | 0,25%                                |

### Верски састав становништва општине по попису 2011. године
| Верски састав‍ | Верски састав‍ | Верски састав‍ | Верски састав‍ | Верски састав‍ |
| ------------- | ------------- | ------------- | ------------- | ------------- |
|               |               |               |               |               |
| Православци   | Православци   |               | 11.470        | 97,58%        |
| Атеисти       | Атеисти       |               | 12            | 0,10%         |
| Католици      | Католици      |               | 7             | 0,06%         |
| Муслимани     | Муслимани     |               | 7             | 0,06%         |
| Протестанти   | Протестанти   |               | 2             | 0,02%         |
| Агностици     | Агностици     |               | 1             | 0,01%         |
| остали        | остали        |               | 3             | 0,03%         |
| неизјашњени   | неизјашњени   |               | 53            | 0,45%         |
| непознато     | непознато     |               | 92            | 0,78%         |